# 2009年度TVB8金曲榜頒獎典禮得獎名單
2009年度TVB8金曲榜頒獎典禮於2009年12月20日晚上七時假香港將軍澳電視廣播城舉行。

## 得獎名單

### TVB8金曲榜金曲獎
- 副歌第一句 - 任賢齊
- 寂寞先生 - 曹　格
- 你們的愛 - 周筆暢
- 遊子意 - 林一峰
- 這就是愛嗎 - 容祖兒
- 淚情書 - 麥浚龍
- 旺夫相 - 李　泉
- 二缺一 - 蔡卓妍
- 迷魂陣 - 張智成
- 你的承諾 - 泳　兒、海鳴威

### TVB8金曲榜全球熱愛粵語歌曲
- 如果時間來到 - 林　峯
- Where Did You Go - G.E.M
- 開動快樂 - 容祖兒

### TVB8金曲榜最佳作曲獎
- 寂寞先生 - 曹　格

### TVB8金曲榜最佳编曲獎
- 遊子意 - 林一峰

### TVB8金曲榜音樂錄像帶演繹獎
- 氣管炎 - 任賢齊、劉浩龍、大　兵

### TVB8金曲榜最佳新人獎
- 金獎：張芸京
- 銀獎：王梓軒
- 銅獎：郭書瑤

### TVB8金曲榜最佳唱作歌手獎
- 金獎：李　泉
- 銀獎：曹　格
- 銅獎：林一峰

### TVB8金曲榜內地觀眾最愛男歌手獎
- 任賢齊

### TVB8金曲榜內地觀眾最愛女歌手獎
- 周筆暢

### TVB8金曲榜最受歡迎男歌手獎
- 曹　格

### TVB8金曲榜最受歡迎女歌手獎
- 容祖兒

### TVB8金曲榜金曲金獎
- 寂寞先生 - 曹　格